# Карпеланы
Ка́рпеланы (швед. Carpelan, изначально Karpelain) — шведский (финляндский) баронский род.
Основатель рода — Påvel Karpelain, который был возведён в дворянское достоинство шведским королём Эриком XIII в 1407 году. Он был родом из Вехмаа (сейчас — провинция Исконная Финляндия в губернии Западная Финляндия).
Один из известных представителей рода — шведский военный Вильгельм Карпелан (1700—1788), дослужившийся до звания генерал-лейтенанта. Грамотой Шведского короля Густава III, от 15 октября 1771 года, генерал-лейтенант Вильгельм Карпелан и племянник его, поручик Карл-Ефраим Карпелан возведены в баронское достоинство королевства Шведского, с тем чтобы баронский титул переходил только к старшему в роде из потомков Карла-Ефраима Карпелан.
Род барона Карла-Ефраима Карпелан внесен, 16 / 28 января 1818 года, в матрикул Рыцарского Дома Великого Княжества Финляндского, в число родов баронских, под № 19. Высочайшим указом, от 20 апреля / 2 мая 1859 года, баронское достоинство распространено на все потомство Карла-Ефраима Карпелан.
К этому роду также принадлежал финский шведоязычный писатель Бу Карпелан (1926—2011).

## Описание герба
В лазоревом поле горизонтально положенный воловий рог и над ним золотая шестиугольная звезда. Щит окаймлен широкой полосой, состоящею из четырнадцати отделений: семи красных, семи белых, и в каждом из белых отделений лазоревый лозанж.
На гербе баронская корона, и по бокам её два шлема с баронскими же коронами. На правом шлеме две черных трубы и между ними стоит шпага с золотым эфесом, острием проходящая сквозь лавровый венок. На левом шлеме три белых знамени; на правом знамени шесть черных четырёхугольников, в два ряда; на среднем знамени изображен орел; на левом знамени изображен вправо обращенный олень. Щит держат два оленя в серебряных ошейниках.